# Strojna
Strojna is een plaats in Slovenië en maakt deel uit van de gemeente Ravne na Koroškem in de NUTS-3-regio Koroška. De plaats telde 118 inwoners op 1 januari 2020.